# Butterfly (álbum de Sara Tunes)
Butterfly—en inglés: «Mariposa»—, es el álbum debut de la cantante de música pop colombiana Sara Tunes, el cual salió al mercado nacional el 18 de junio de 2010. El álbum fue grabado en la ciudad de Miami en los estudios de EMI Music International y en Colombia fue patrocinado por el sello discográfico Small Beat Music.
El primer sencillo del álbum fue «Así te amo» el cual salió al mercado el 8 de abril de 2010, siendo la canción más pedida en la sede de Radio Tiempo en la ciudad de Medellín, y entró al top 10 de los más pedidos de MTV Music Channel

## Información del álbum
Butterfly fue grabado en los estudios de EMI en Colombia, más luego se mandó a los estudios de la disquera en Miami en donde se perfeccionó, las versiones deluxes del álbum también se grabaron en Miami. 

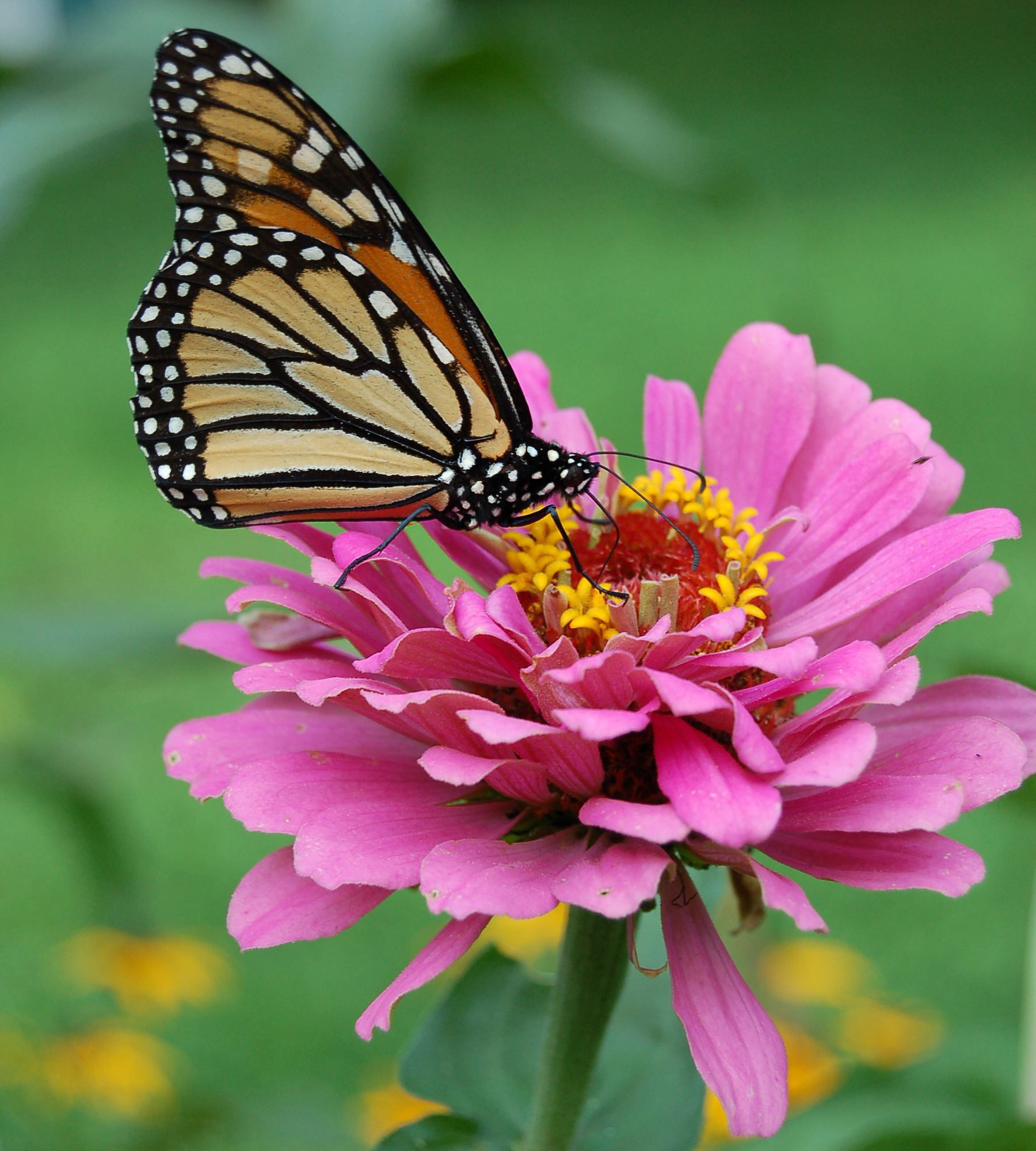
Un tipo de mariposa

Quien produjo el álbum fue el señor Albeiro Agudelo quien recurrentemente es el escritor y padre de la artista.
Para la publicación del álbum se necesitó la ayuda de Alexander Berrio quien trasladó a Miami, para dar últimos toques al álbum.
Para el lanzamiento del álbum se tuvieron en cuenta dos fechas, la primera fue el 8 de abril de 2010 y la segunda fue el 10 de junio de 2010. Ya que la primera fecha no se concretó el lanzamiento (por motivos desconocidos) se prefirió lanzar en esa fecha «Así te amo» como primer sencillo del álbum.

## Crítica
Los medios de comunicación colombianos afirmaron:

«Si "Así te amo" tuvo una exitosa aparición, podemos esperar que este álbum traiga buenas canciones y por supuesto éxito»
RCN la Radio

En cuanto salió al mercado la versión plus del álbum con la canción Tu (ft. Golpe A Golpe) los medios urbanos de la radio colombiana afirmaron:

«La música de esta talentosa mujer no tiene barreras de generos musicales»
Los 40

## Sencillos

### Sencillos oficiales
- Así te amo

«Así te amo» es una canción, sencillo debut del álbum ButterFly de la compositora y cantante colombiana Sara Tunes publicado el 8 de abril de 2010 en los estudios de EMI Music en Ciudad de México y Bogotá con la producción de Alexander Berrío y escrita por Sara, Albeiro Agudelo, Leonardo Torres y Alexander Berrío.
El video de la canción fue grabado en un importante centro comercial de la ciudad de Medellín, con bailarines de Colombia y escenografía de un importante coreógrafo de Colombia.
La posición más alta que esta canción ha alcanzado son los primeros puestos a nivel nacional de las emisoras de Colombia, en otros países como México, Venezuela, República Dominicana, Ecuador y Estados Unidos tuvo una buena acogida por el público.
- Lento

Así te amo se posicionó en la lista de los videos más pedidos de MTV Latinoamérica.

Lento es el segundo sencillo de ButterFly el álbum debut de la cantante colombiana Sara Tunes, publicado el 1 de marzo de 2011 en las radios locales de Colombia (como Barranquilla, Cartagena de Indias, Santafé de Bogotá, Medellín y Santiago de Cali) así como en la radio de Venezuela, Bolivia y México.
- Tú

Tú es el tercer sencillo del álbum debut Butterfly de la cantante colombiana Sara Tunes, que cuenta con la colaboración del dúo de reguetón Golpe a Golpe, la canción fue lanzado el 11 de marzo de 2011 en las estaciones de radio de Colombia (Barranquilla, Medellín y Bogotá).
El sencillo fue presentado además como un sencillo promocional en un álbum del dúo Golpe a Golpe, cantando solo ellos con un éxito medio.

### Sencillos promocionales
- Noche de paz

Noche de paz (Silent Night) es el sencillo promocional de la cantante Sara Tunes, escrito por Sara, Albeiro Agudelo, Leonardo Torres y Alexander Berrío, que tiene una temática navideña
- Miss 15

Es el segundo sencillo promocional, lanzado solo en Colombia, como Soundtrack de la "Revista Virtual Fiestas", donde Tunes recorrió gran parte del país promocionando el sencillo, y con este el álbum y la revista. Un video musical fue montado a YouTube.

## Lista de canciones
| N.º | Título                | Escritor(es)                  | Duración |  |
| 1.  | «Butterfly»           | Sara Agudelo, Albeiro Agudelo | 3:32     |  |
| 2.  | «Lo Único Que Quiero» | Sara Agudelo, Albeiro Agudelo | 4:28     |  |
| 3.  | «Así te amo»          | Sara Agudelo, Albeiro Agudelo | 4:40     |  |
| 4.  | «No Quiero»           | Sara Agudelo, Albeiro Agudelo | 3:17     |  |
| 5.  | «A Dónde Vas»         | Sara Agudelo, Albeiro Agudelo | 4:40     |  |
| 6.  | «Lento.»              | Sara Agudelo, Albeiro Agudelo | 3:30     |  |
| 7.  | «Sueño de Verano»     | Sara Agudelo, Albeiro Agudelo | 3:51     |  |
| 8.  | «Y Quien Te Dijo»     | Sara Agudelo, Albeiro Agudelo | 3:38     |  |
| 9.  | «Amarte Así»          | Sara Agudelo, Albeiro Agudelo | 4:01     |  |
| 10. | «Miss 15»             | Sara Agudelo, Albeiro Agudelo | 3:05     |  |
| 11. | «Si Tu No Estas»      | Sara Agudelo, Albeiro Agudelo | 3:46     |  |

- Edición deluxe

| Edición deluxe |                                               |          |  |
| N.º            | Título                                        | Duración |  |
| 12.            | «Así Te Amo (Remix)» (iTunes Bonus Track)     | 3:59     |  |
| 13.            | «Tu (ft. Golpe A Golpe)» (iTunes Bonus Track) | 2:49     |  |
| 14.            | «Solo Palabras» (only in CD)                  | 3:43     |  |
| 15.            | «Noche De Paz (Silent Night)» (only in CD)    | 3:34     |  |

| Edición deluxe |                                                      |          |  |
| N.º            | Título                                               | Duración |  |
| 12.            | «Así Te Amo (Remix)» (iTunes Bonus Track)            | 3:59     |  |
| 13.            | «Si tú no estas (ft. J Balvin)» (iTunes Bonus Track) | 2:49     |  |
| 14.            | «Solo Palabras» (only in CD)                         | 3:43     |  |
| 15.            | «Noche De Paz (Silent Night)» (only in CD)           | 3:34     |  |

## Promoción

### Butterfly World Tour
Sara Tunes confirmado 9 de abril de 2011 una gira que comenzó en los EE. UU. y Canadá, pero Sara no ha confirmado si la gira pasó por América Latina. El recorera gira por estados como Nueva York, Nueva Jersey, Rhode Island, Boston, Florida y Orlando, entre otros. Recorrido se espera que comience a finales de 2011 o principios de 2012

## Créditos
- Sara Tunes - Voz principal, producción,
- Tueska – Coro
- Víctor Bailey – Bajo
- Lisa Deret – Coordinador
- Mario Vergara – Dirección
- Oscar Vergara – Coordinador de producción
- Agustín Ferrer – Dirección
- Tamara Vergara – Fotografía
- David Vergara – Tambor
- Los de Golpe – Mezcla
- Jennifer Paola – Administración

## Listas musicales

### Listas en Latinoamérica
| 2010-          |                                                                |    |
| México         | Asociación Mexicana de Productores de Fonogramas y Videogramas | 21 |
| Argentina      | Argentina (CAPIF)                                              | 31 |
| Venezuela      | Venezuela (VZLA)                                               | 1  |
| Colombia       | Asociación Musical de Colombia                                 | 1  |
| Estados Unidos | Top Latin Albums                                               | 22 |
| Estados Unidos | Latin Pop Albums                                               | 18 |

## Historial de Lanzamientos
| Región         | Fecha                   | Formato              | Edición  |
| -------------- | ----------------------- | -------------------- | -------- |
| Colombia       | 10 de junio de 2010     | CD, descarga digital | Estándar |
| Venezuela      | 10 de junio de 2010     | CD, descarga digital | Estándar |
| México         | 10 de junio de 2010     | CD, descarga digital | Estándar |
| Argentina      | 10 de junio de 2010     | CD, descarga digital | Estándar |
| Puerto Rico    | 10 de junio de 2010     | CD, descarga digital | Estándar |
| Ecuador        | 29 de agosto de 2010    | CD, descarga digital | Estándar |
| Estados Unidos | 29 de agosto de 2010    | CD, descarga digital | Estándar |
| Perú           | 7 de diciembre de 2010  | CD, descarga digital | Estándar |
| Uruguay        | 7 de diciembre de 2010  | CD, descarga digital | Estándar |
| Chile          | 16 de diciembre de 2010 | CD, descarga digital | Estándar |

## Premios y nominaciones
| Año  | Premio          | Trabajo      | Categoría                | Resultado | Ref.   |
| ---- | --------------- | ------------ | ------------------------ | --------- | ------ |
| 2010 | Premios Tv Fama | «Sara Tunes» | Mejor Artista Revelación | Ganadora  | [ 21 ] |
| 2010 | Premios Tv Fama | «Butterfly»  | Álbum del año            | Nominada  | [ 21 ] |
| 2010 | Premios Tv Fama | «Así te amo» | Vídeo del año            | Ganadora  | [ 21 ] |
| 2011 | Premios Shock   | «Tú»         | Mejor Artista Femenina   | Nominada  | [ 22 ] |